# 公益事業
公益事業（こうえきじぎょう、英: Public utility）は、公衆の日常生活に欠くことのできない公共サービス（英: Public service）のインフラを維持する事業をさす。公営企業などの公益会社（英: Public utility company）が経営することが多く、しばしば営利も伴う。類似の用語に、公的事業がある。

## 概要
公益事業は設営コストも規模の経済性も高いため、多くの国で国家などによる自然独占となってきた資本集約型の事業である。近年は民営化、自由化、規制緩和の傾向が強まっているが、多くの国では独占状態で運営されている。
公益に関する事業の分野を扱う学問に、公共経済学がある。

## 日本国の公益事業

### 労働関係調整法（公益事業の定義のひとつ）
2001年の労働関係調整法は、公益事業を「 運輸・郵便・電気通信・水道・電気・ガス・医療・公衆衛生の事業のうち、公衆の日常生活に不可欠な」事業、または、「内閣総理大臣が国会の承認を経て1年以内に限り指定した事業」と定義している。
この法律は、労働争議について強制調停と緊急調整、さらに抜打ちストライキの禁止などの規定を設けた。民間営利団体に争議行為の予告通知を義務付けるため、次の団体は「公益事業」を営む団体であると定義されている。
- 運輸事業 - 鉄道やバス、船舶、トラックなどを運行する事業のうち、国民の日常生活に欠くことのできない事業
- 郵便事業（総務大臣の委託を受けて、郵便物の収集や配達など、郵便事業の一部を行う事業）又は電気通信事業
- 国内または国際間の電信電話を扱う事業
- 水道事業、電気事業又はガス供給の事業 - 各家庭や会社など一般の需要に応じて、直接水、電気又はガスを供給する事業, 公益事業である運輸事業に電気又はガスを供給する事業, 公益事業である郵便又は電気通信の事業に電気を供給する事業。なお、これらの事業には、その事業を行うために欠くことのできない修理や維持管理・保全などの事業までも含まれる
- 医療又は公衆衛生の事業 - 病気やけがの治療、助産、伝染病に関する予防、消毒及び汚物清掃、埋葬や火葬などの事業

### 国・地方自治体の公益事業
国（官公庁組織）や地方自治体が直接行う事業は公共事業（英: Public works）と呼ばれる。公共投資（こうきょうとうし、英: Public Investment）ともいう。したがって、国際協力機構 の途上国開発支援事業（外務省の所管）も公益事業とされている。

### 独立行政法人の公益事業
1999年の独立行政法人通則法に基づいて設立された独立行政法人（中期目標管理法人、国立研究開発法人、行政執行法人、国立大学法人）の事業。法人税法の公共法人にあたり、納税義務がなく、国会の行政監視委員会の監視の範囲にある。行政執行法人職員の身分は公務員であるが、それ以外の団体では公務員ではない。

### 公益法人法に基づく公益事業
2006年の公益社団法人及び公益財団法人の認定等に関する法律に基づいて設立された公益法人がする「不特定かつ多数の者の利益の増進に寄与」する事業。
一般社団法人または一般財団法人が、行政庁（内閣総理大臣または都道府県知事）から、公益法人法に基づく公益認定を受け、公益社団法人または公益財団法人となった団体。インフラ以外の公益事業を行っている場合もあるが、9,711法人が存在する（2023年現在）。
独立行政法人から出資を受けている公益法人も多く、例えば、鉄道総合技術研究所は、独立行政法人国際協力機構から出資を受けている。都道府県においては例えば、札幌法律援護基金などがある。

### 公営企業の事業
地方公共団体が特別会計を設けて運営する事業。地方財政法施行令により、水道事業、工業用水道事業、交通事業、電気事業、ガス事業、簡易水道事業、港湾整備事業、病院事業、市場事業、と畜場事業、観光施設事業、宅地造成事業、公共下水道事業などが定められ、地方公営企業が運営している。法人税法の公共法人にあたり、納税義務がない。

### 公正取引協議会
公正取引協議会は、物資別のメーカーが構成する業界団体で、消費者庁と内閣府の外局である公正取引委員会に所属しており、79の協議会が存在する（2025年現在）。景品表示法第36条の規定により、 事業者または事業者団体が、消費者庁長官および公正取引委員会の認定を受け、 景品類または表示に関する事項につき自主的に業界ルールを定めている。自動車公正取引協議会、新聞公正取引協議会などが存在する。

## 公益事業（民間）

### 共済組合
共済組合は、複数の当事者の出資による様々な分野の共同事業であるが、農業協同組合、事業協同組合、生活協同組合など各共済組合の根拠法によって設立され、商品の品質の維持や流通に関するインフラを維持する機能を持っている。

### 特別民間法人
2001年の特殊法人等改革基本法に基づき官公庁の機能が民営化され、旧特殊法人、旧認可法人が、独立行政法人、特別民間法人、また一般的な民間法人などに改編された特別民間法人と良呼ばれる。国や地方自治体の出資を受けず、法令により設立数が限定され、国が役員を任命しない団体であるが、公益事業を行っている。
日本商工会議所（経済産業省所管法）、* 自動車安全運転センター（警察庁所管法）、軽自動車検査協会（国土交通省所管法）などである。

### 特例民法法人
2006年の公益法人制度の施行（2008年）の際、1896年（明治29年） の民法以降の法律に基づいて設立された旧公益法人（社団法人・財団法人）で新公益法人（公益社団法人・公益財団法人）に移行しなかった法人が、特例民法法人と呼ばれている。2008年時点では約2万4千法人が存在し、2013年11月末の期限までには、約15,000法人が存在した。
生命保険協会、全国警備業協会などがある。

### 特別の法律によって設立される民間団体
2006年の「特別の法律により設立される法人の運営に関する指導監督基準」（平成18年2006年8月15日内閣）に基づき、会社法及び一般社団・財団法人法、旧商法及び旧民法以外の法律に基づいて設立され、以下のどれかの性質のある団体は、「特別の法律により設立される法人」と呼ばれる公益事業団体と定義された。
- 法律により国の事務を行う事が規定されている
- 法人が行った事務に対して行政不服審査法または設立根拠法に基づく国に対する審査請求、異議申出の制度がある
- 国からの補助金等と密接な関係を有する業務を行う
- 国が当該法人の借入等に係る債務保証をする事ができるとされている
- 全国を地区とする
- 独立行政法人、特殊法人、認可法人、共済組合、特別民間法人以外

2006年頃に日本弁護士連合会・弁護士会（弁護士法）が加わり、2025年現在、原子力発電環境整備機構（特定放射性廃棄物の最終処分に関する法律）など13団体が存在する。

### 法人税法に定義される公益事業
法人税法の第2条で公益法人等には、改正前民法の公益法人のほか、新法における非営利型法人、宗教法人、社会福祉法人、学校法人が含まれ、営利法人より納税義務が軽減されている。

### その他の公益事業
組織化されていない場合があるとしても、幅広い分野で利用される市民科学や公益テクノロジー、公益設計の研究者・開発者も存在する。ジャーナリズムの使命に基づいた調査報道などの公共サービス報道や、公共歴史保存活動なども挙げられる。

## かつて存在した公益事業（団体）
第二次世界大戦までに戦争を推進・戦争に寄与したとして、無数の会社が閉鎖機関指定を受けて解散した。代表的なものに国策会社の北支那開発、中支那振興、南満州鉄道、日本商工経済会（経済団体連合会の主な前身会社）がある。
社会保険庁、原子力安全・保安院など、解散した国の事業団体も存在する。